# تحریر رسالة الولایه
تحریر رساله الولایه شمس الوحی تبریزی سید محمدحسین طباطبایی کتابی از عبدالله جوادی آملی است که در سال ۱۳۹۴ منتشر و در مراسم کتاب سال جمهوری اسلامی ایران به‌عنوان کتاب برگزیده معرفی شد.
این کتاب محصول تدریس کتاب رسالة الولایه اثر سیدمحمد حسین طباطبایی توسط جوادی آملی است.